# Ranveig Frøiland
Ranveig H. Frøiland (Sund,15 de setembro de 1945 - 16 de março de 2020) foi uma política norueguesa do Partido Trabalhista. Foi Ministra da Indústria e Energia (assuntos energéticos) em 1996 e Ministra do Petróleo e Energia em 1997. Mais tarde, atuou como presidente do Conselho do Bergen Health Trust.

## Biografia
Frøiland foi ativa na política local desde o ano de 1975. Ela sentou-se no parlamento local de Fjell de 1975 a 1987 e novamente de 2007 a 2011. De 1983 a 1985 foi vice-prefeita da comuna. Entre 1992 e 1996 e entre 1999 e 2003 ela serviu como líder do Partido Trabalhista na então província de Hordaland.

### Membro do Storting
Em 1985, ela mudou-se para o Parlamento norueguês, o Storting, pela primeira vez. Lá ela representou o eleitorado de Hordaland até 2005 e foi inicialmente membro do Comitê Marítimo e de Pesca.
Posteriormente, ela fez parte do Comitê de Educação e Igreja, do Comitê de Energia e Indústria e do Comitê de Finanças, entre outros. Entre outubro de 1993 e dezembro de 1996, ela atuou como vice-presidente do Comitê de Energia e Meio Ambiente. De março de 2000 a setembro de 2001, ela atuou como Presidente do Comitê de Igrejas, Educação e Pesquisa. No período entre outubro de 2001 e setembro de 2005, ela também foi membro da comissão parlamentar de seu partido.

### Ministério da energia
Frøiland foi nomeado Ministro da Energia do Governo de Jagland em 18 de dezembro de 1996. O Ministério esteve sediado no Ministério de Assuntos Econômicos e Energia até a virada do ano, após o que ela foi ministra no recém-criado Ministério do Petróleo e Energia até 17 de outubro de 1997.

## Morte
Frøiland morreu em março de 2020, aos setenta e quatro anos, após sofrer de câncer por um longo tempo.